# ابو شرجی
ابو شرجی (به عربی: أبو شرجی) یک روستا در سوریه است که در ناحیه سنجار واقع شده‌است. ابو شرجی ۵۰۷ نفر جمعیت دارد.